# Francisco Risiglione
Francisco Risiglione   (Rosario, 18 de gener de 1917 - 28 de juliol de 1999) va ser un boxejador argentí que va competir durant les dècades de 1930 i 1940.
El 1936 va prendre part en els Jocs Olímpics d'Estiu de Berlín, on guanyà la medalla de bronze de la categoria del pes semipesant del programa de boxa. Va perdre en semifinals contra l'alemany Richard Vogt, mentre en el combat per la medalla de bronze guanyà al sud-africà Robey Leibbrandt.
Entre 1940 i 1951 disputà deu combats com a boxejador professional, amb un balanç de quatre victòries, tres derrotes i tres combats nuls.